# Nhật dụng thường đàm

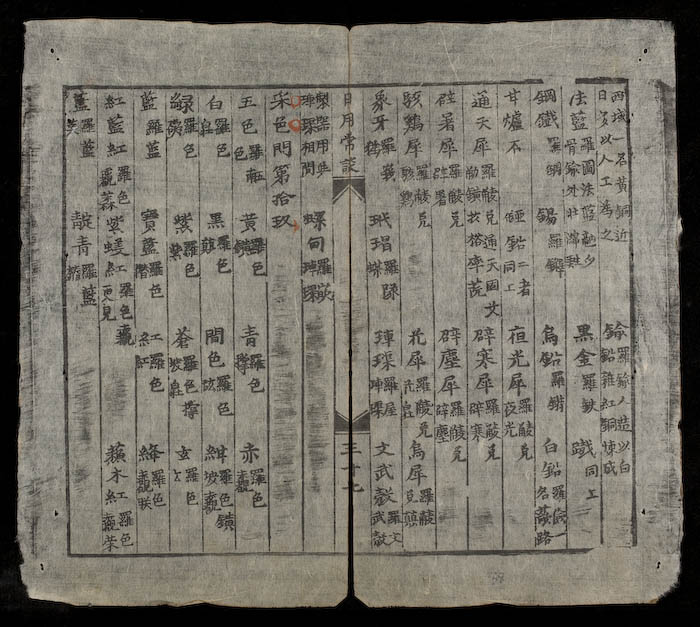
Một trang trong Nhật dụng thường đàm. Cột thứ nhì và thứ ba trang bên phải giải nghĩa "pháp lam", "hắc kim" (sắt), "cương" (gang), "ô duyên" (thiếc)...

Nhật dụng thường đàm (日用常談) là từ điển Hán-Việt do Phạm Đình Hổ soạn năm Minh Mạng thứ 8 (Tây lịch năm 1827). Sách thu thập một số từ và từ ngữ tiếng Hán thường dùng, giải thích ý nghĩa bằng tiếng Việt (ghi bằng chữ Nôm). Các điều mục tiếng Hán trong sách được phân thành 32 loại, các từ thuộc cùng một loại được đặt trong cùng một mục dành cho từ thuộc loại đó.
Bản còn lưu trữ tại Hà Nội là bản in mộc bản năm 1851 triều Tự Đức thứ tư, tổng cộng là 52 tờ, mỗi tờ hai trang, tức 104 trang. Tác phẩm tuy không lớn nhưng theo học giả Trần Văn Giáp cũng đủ để một người dân thường có thể dùng tra cứu.